# FSV 63 Luckenwalde
FSV 63 Luckenwalde is een Duitse voetbalclub uit Luckenwalde. De club ontstond in 1963 door een fusie tussen Motor Luckenwalde en Fortschritt Luckenwalde.

## Geschiedenis

### BV 06/Motor

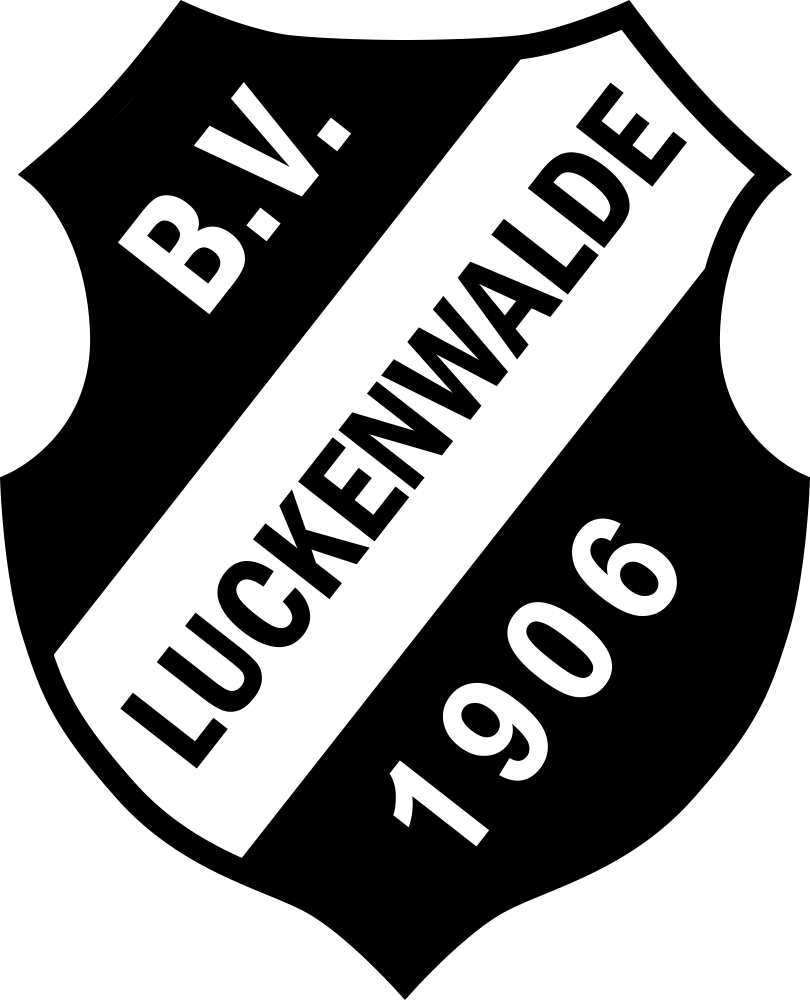
Logo BV 06 Luckenwalde

In 1906 werd BV 06 Luckenwalde opgericht. De club promoveerde in 1922 naar de hoogste klasse van de Brandenburgse competitie en was daar samen met Union Potsdam de enige club die niet uit Berlijn kwam. Na twee seizoenen middenmoot degradeerde de club. In 1927 promoveerde de club weer en kon opnieuw drie jaar lang in de hoogste klasse blijven. Na een nieuwe promotie in 1931 eindigde de club voor het eerst op een hoge plaats, de derde. Het volgende seizoen werd de club vierde. Dit volstond om zich te kwalificeren voor de nieuwe Gauliga Berlin-Brandenburg, die het volgende seizoen van start ging. In plaats van twee reeksen van 10 was er nog maar één reeks van twaalf clubs. Luckenwalde kon de concurrentie niet aan en degradeerde in het eerste seizoen en slaagde er niet meer in terug te keren.
Na de Tweede Wereldoorlog werd de club heropgericht als SG Luckenwalde-Süd. Na nog enkele naamswijzigingen werd in 1951 de naam Motor aangenomen. De club was voornamelijk actief in de derde klasse.

### Fortschritt
Ook fusiepartner Fortschritt werd in 1906 opgericht als Luckenwalder TS. De arbeidersclub speelde tot 1933 in de competitie van de arbeidersbond. In 1931 bereikte de club de halve finale om de Duitse titel en verloor daar van Lorbeer 06 Hamburg. In 1933 werd de club ontbonden door de NSDAP. Er werd in 1934 een nieuwe club opgericht 1. Luckenwalder SV, die op sportief vlak echter geen rol speelde. Na de oorlog werd de club heropgericht als SG Luckenwalde-Nord. Ook deze club onderging enkele naamswijzigingen tot de naam Fortschritt aangenomen werd.

## Overzicht recente seizoenen
| - 1992-93 (VII) Landesklasse West 3de - 1993-94 (VII) Landesklasse Ost 1ste - 1994-95 (VI) Landesliga Süd 3de - 1995-96 (VI) Landesliga Süd 2de - 1996-97 (VI) Landesliga Süd 4de - 1997-98 (VI) Landesliga Süd 2de - 1998-99 (VI) Landesliga Süd 2de - 1999-00 (VI) Landesliga Süd 1ste - 2000-01 (V) Verbandsliga Brandenburg 13de | - 2001-02 (V) Verbandsliga Brandenburg 12de - 2002-03 (V) Verbandsliga Brandenburg 7de - 2003-04 (V) Verbandsliga Brandenburg 8ste - 2004-05 (V) Verbandsliga Brandenburg 14de - 2005-06 (V) Verbandsliga Brandenburg 13de - 2006-07 (V) Verbandsliga Brandenburg 5de - 2007-08 (V) Verbandsliga Brandenburg 6de - 2008-09 (VI) Verbandsliga Brandenburg 1ste - 2009-10 (V) Oberliga NOFV-N 4de - 2010-11 (V) Oberliga NOFV-S 6de - 2011-12 (V) Oberliga NOFV-S 11de |